# Дебора Кромбі
Де́бора Кро́мбі (англ. Deborah Crombie) — американська письменниця детективного жанру. Кількаразова лауреатка премії Мекавіті, авторка серії детективних романів, дія якої відбувається у Великій Британії, а головними персонажами є Дункан Кінкейд і Джемма Джеймс.

## Біографія
Народилася в Далласі та виросла в Річардсоні, штат Техас, передмісті на північ від Далласа, друга дитина Чарлі та Мері Дарден. Її бабуся по материнській лінії, Ліліан Дозьє, вчителька, навчила її читати у віці чотирьох років. Після досить складної освітньої кар'єри, яка включала вибуття зі середньої школи в шістнадцять років, вона закінчила Остінський коледж (Austin College) у Шермані, штат Техас зі спеціалізацією з біології.
Потім вона працювала в рекламному бізнесі та газетах, відвідувала видавничу програму університету Райса. Проте післяуніверситетська поїздка до Англії закріпила пристрасть до Великої Британії на все життя, і пізніше вона емігрувала туди зі своїм першим чоловіком Пітером Кромбі, шотландцем. Вони жили спочатку в Единбурзі, Шотландія, а потім у Честері, Англія.
Після повернення до Далласа подорож до Йоркшира надихнула її на перший роман про суперінтенданта поліції Дункана Кінкейда та сержанта поліції Джемми Джеймс. «Доля смерті» 1993 року була номінована на премії Агати та Мекавіті як найкращий перший роман. П'ятий роман «Мріючи про кістки» (1997), бестселлер New York Times у списку того ж року, увійшов до шорт-листа номінації на премію Едгара По 1997 року за найкращий роман, отримав премію Мекавіті за найкращий роман і був визнаний Незалежною асоціацією продавців детективних романів як одна зі ста найкращих загадок століття. Її подальші романи були сприйняті критиками та широко поширені в усьому світі, особливо в Німеччині. Її романи публікуються також у Північній Америці, Японії, Франції, Чехії і Словаччині, Іспанії, Румунії, Греції, Туреччині, Великій Британії та багатьох інших країнах.
У 2009 році роман «Де лежать спогади» отримав премію Мекавіті в номінації «Найкращий роман». У 2010 році роман «Необхідний як кров» був номінований на «Найкращий роман» цієї ж премії.
Останній роман серії «Вбивство невинних» опублікований у лютому 2023 року видавництвом «William Morrow».
Незважаючи на те, що вона їздить до Англії по кілька разів на рік, Кромбі живе в Мак-Кінні, штат Техас, історичному місті на північ від Далласа, у бунгало 1905 року побудови, зі своїм другим чоловіком Ріком Вілсоном, двома німецькими вівчарками Дексомом і Жасмін, також двома котами. Вона любителька чаю та коктейлів, любить готувати та милуватися своїм садом, читати, спостерігати за птахами та гратися зі своїми собаками і котами.

## Твори
- A Share in Death (Доля смерті) (1993)
- All Shall Be Well (Все буде добре) (1994)
- Leave the Grave Green (Залишити могилу зеленою) (1995)
- Mourn Not Your Dead (Не оплакуйте своїх мертвих) (1996)
- Dreaming of the Bones (Мріючи про кістки) (1997) (отримав премію Мекавіті)
- Kissed a Sad Goodbye (Сумний поцілунок на прощання) (1998)
- A Finer End (Кращий кінець) (2001)
- And Justice There Is None (І правосуддя немає) (2002)
- Now May You Weep (Тепер ви можете плакати) (2003)
- In a Dark House (У темному будинку) (2004)
- Water Like a Stone (Вода як камінь) (2007)
- Where Memories Lie (Де лежать спогади) (2008) (отримав премію Мекавіті)
- Necessary As Blood (Необхідний, як кров) (2009)
- No Mark Upon Her (Жодного знака на ній) (2010)
- The Sound of Broken Glass (Звук розбитих окулярів) (2013)
- To Dwell in Darkness (Жити в темряві) (2014)
- Garden of Lamentations (Сад плачу) (2017)
- A Bitter Feast (Гіркий кулак) (2019)
- A Killing of Innocents (Вбивство невинних) (2023)